# Inga Gentzel
Inga Kristina Gentzel (Stockholm, 24 april 1908 – Nyköping, 1 januari 1991) was een Zweedse middellangeafstandsatlete, die zich had toegelegd op de middellange afstand, hoewel zij ook goed kon sprinten. Zij nam eenmaal deel aan de Olympische Spelen en veroverde bij die gelegenheid een bronzen medaille. Bovendien was zij korte tijd wereldrecordhoudster op de 800 m. Zij was de eerste Zweedse vrouw die een wereldrecord in de atletiek vestigde.

## Loopbaan
Gentzel trad voor het eerst in 1926 voor het voetlicht, toen zij op de  Wereld Spelen voor Vrouwen in Göteborg op de 1000 m in 3.09,4 tweede werd achter de Britse Edith Trickey.
Anderhalve maand voor de Olympische Spelen van 1928 in Amsterdam zouden aanvangen, had Inga Gentzel in Stockholm het wereldrecord op de 800 m, dat sinds 1927 met 2.23,8 op naam stond van de Duitse Lina Radke, met meer dan drie seconden verbeterd tot 2.20,4. Het maakte haar direct tot een belangrijke kandidate voor olympisch goud in Amsterdam, maar daar dacht Radke heel anders over, want die verbeterde zich enkele weken later alweer tot 2.19,6, waarmee de Duitse de eerste vrouw werd die de 800 m binnen de 2.20 aflegde.
In Amsterdam leek het dus te gaan tussen deze twee, maar ineens was daar de Japanse Kinue Hitomi, die Radke tot een uiterste krachtsinspanning dwong, resulterend in de gouden medaille en een volgende verbetering van haar eigen wereldrecord tot 2.16,8, gevolgd door Hitomi die met 2.17,6 ook flink onder het oude wereldrecord bleef. Gentzel was met haar 2.17,8 eveneens sneller dan ooit, maar verdiende er 'slechts' brons mee. Schrale troost was dat haar tijd in elk geval als Zweeds record overeind bleef tot 1943, toen het door Anna Larsson werd verbeterd.
Naast de 800 m maakte Inga Gentzel ook deel uit van de Zweedse 4 x 100 m estafetteploeg, samen met Maud Sundberg, Amy Peterson en Ruth Svedberg. Dit viertal wist zich echter niet te kwalificeren voor de finale.
Gentzel veroverde in de periode van 1927 tot en met 1931 in totaal zes nationale titels, waarvan vijf op de 800 m en één op de 200 m.
Na haar sportieve carrière trouwde ze met Nilsfolke Dahlgren en werd zij onder de naam Inga Dahlgren zangeres. Samen met Ulla Castegren en Anna-Lisa Cronström vormden zij het Trio Rita, dat diverse platen uitbracht welke regelmatig werden gedraaid op de Zweedse radio.

## Titels
- Zweeds kampioene 200 m – 1929
- Zweeds kampioene 800 m – 1927, 1928, 1929, 1930, 1931

## Persoonlijke records
| Onderdeel | Prestatie      | Datum            | Plaats    |
| --------- | -------------- | ---------------- | --------- |
| 200 m     | 27,8 s         | 8 september 1929 | Warschau  |
| 800 m     | 2.17,8 (ex-NR) | 2 augustus 1928  | Amsterdam |

## Palmares

### 800 m
- 1927:  Zweedse kamp. - 2.30,2
- 1928:  OS – 2.17,8 (NR)

### 1000 m
- 1926:  Wereld Spelen voor Vrouwen – 3.09,4

### 4 x 100 m
- 1928: 4e in serie OS – 53,2 s